# Spakenburg
Spakenburg is een dorp in de gemeente Bunschoten van de Nederlandse provincie Utrecht. Het ligt aan het Eemmeer en in het Eemland ten noorden van Amersfoort.
Van oudsher is Spakenburg een vissersdorp, dat tot de aanleg van de Afsluitdijk aan de Zuiderzee lag. Sindsdien is de vissersvloot gekrompen, maar visverwerking en vishandel spelen nog een belangrijke rol in de plaatselijke economie.
Ten zuiden van Spakenburg ligt de kern van Bunschoten. Anders dan Spakenburg was dit altijd een boerendorp, met in het verleden stadsrechten. Door verschillende nieuwbouwwijken zijn beide plaatsen dusdanig aan elkaar gegroeid dat er, op de oude kernen van de twee plaatsen na, geen onderscheid meer wordt gemaakt tussen de twee. Voor de post liggen alle adressen in Bunschoten-Spakenburg.

## Geschiedenis

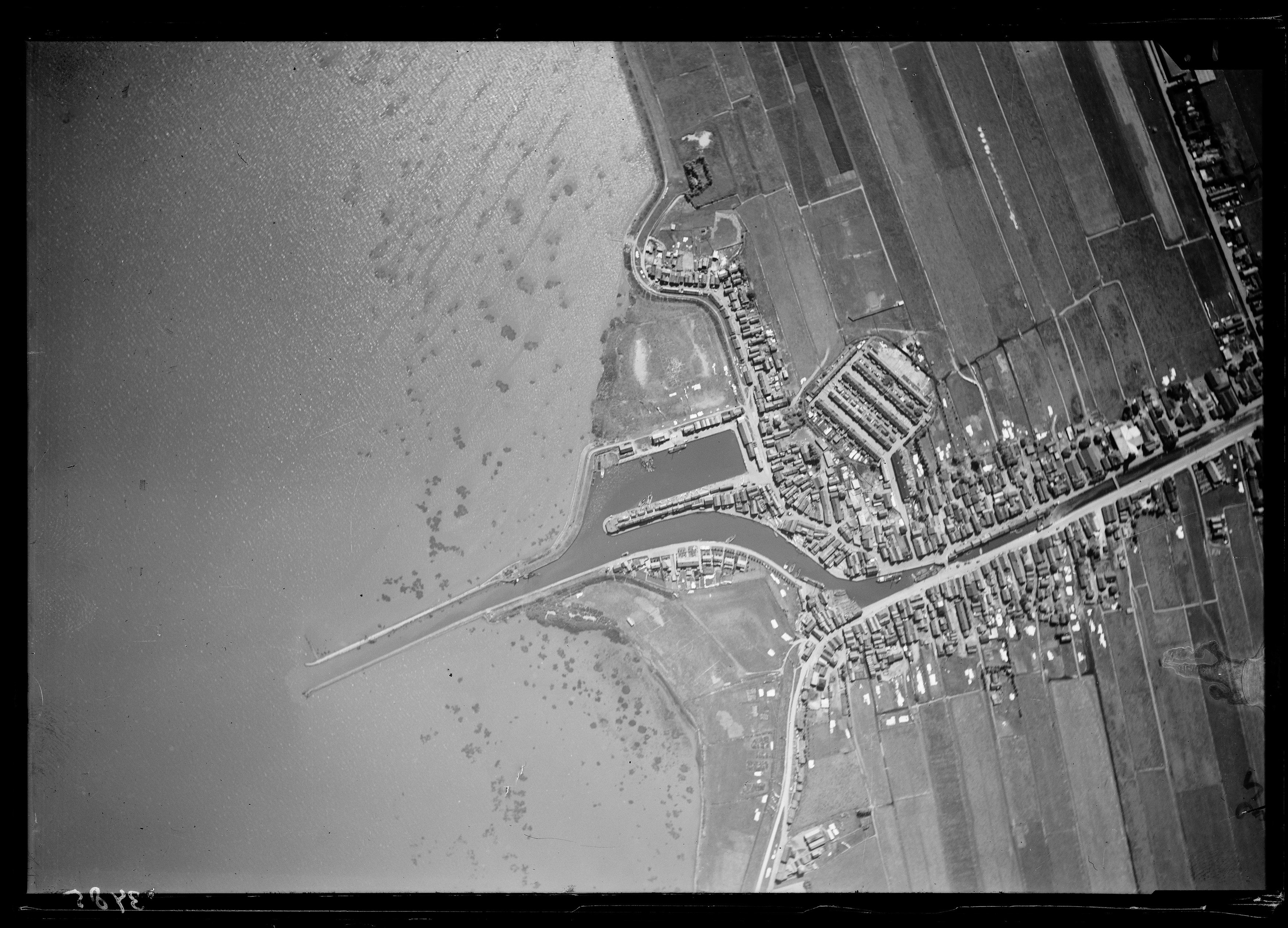
Luchtfoto haven uit 1920-1940. De Nieuwe Haven is duidelijk zichtbaar en de gracht is nog niet gedempt. De oude schans, ten oosten van (of op de foto boven) de sluis, is inmiddels bebouwd met woningen.

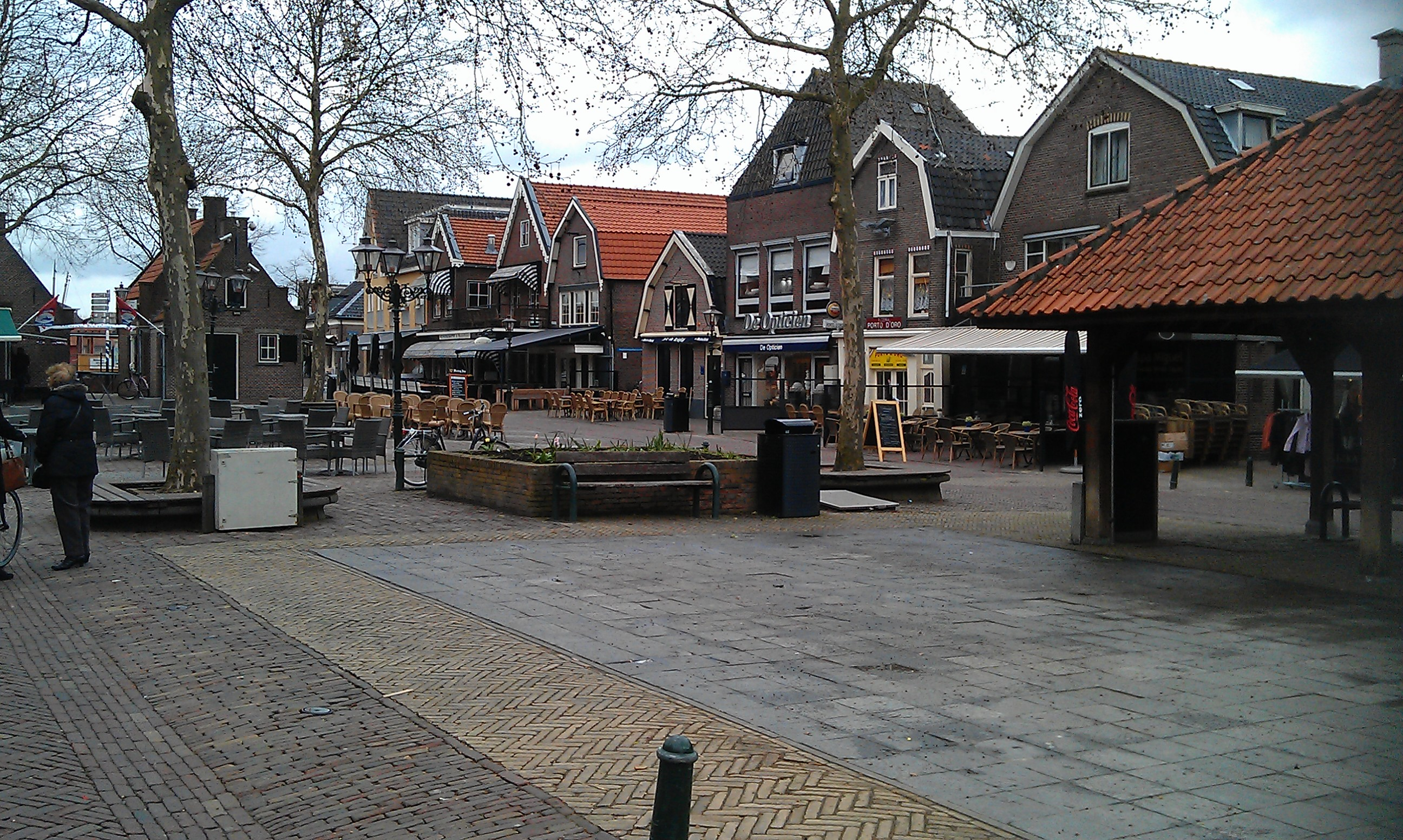
Het Spuiplein te Spakenburg

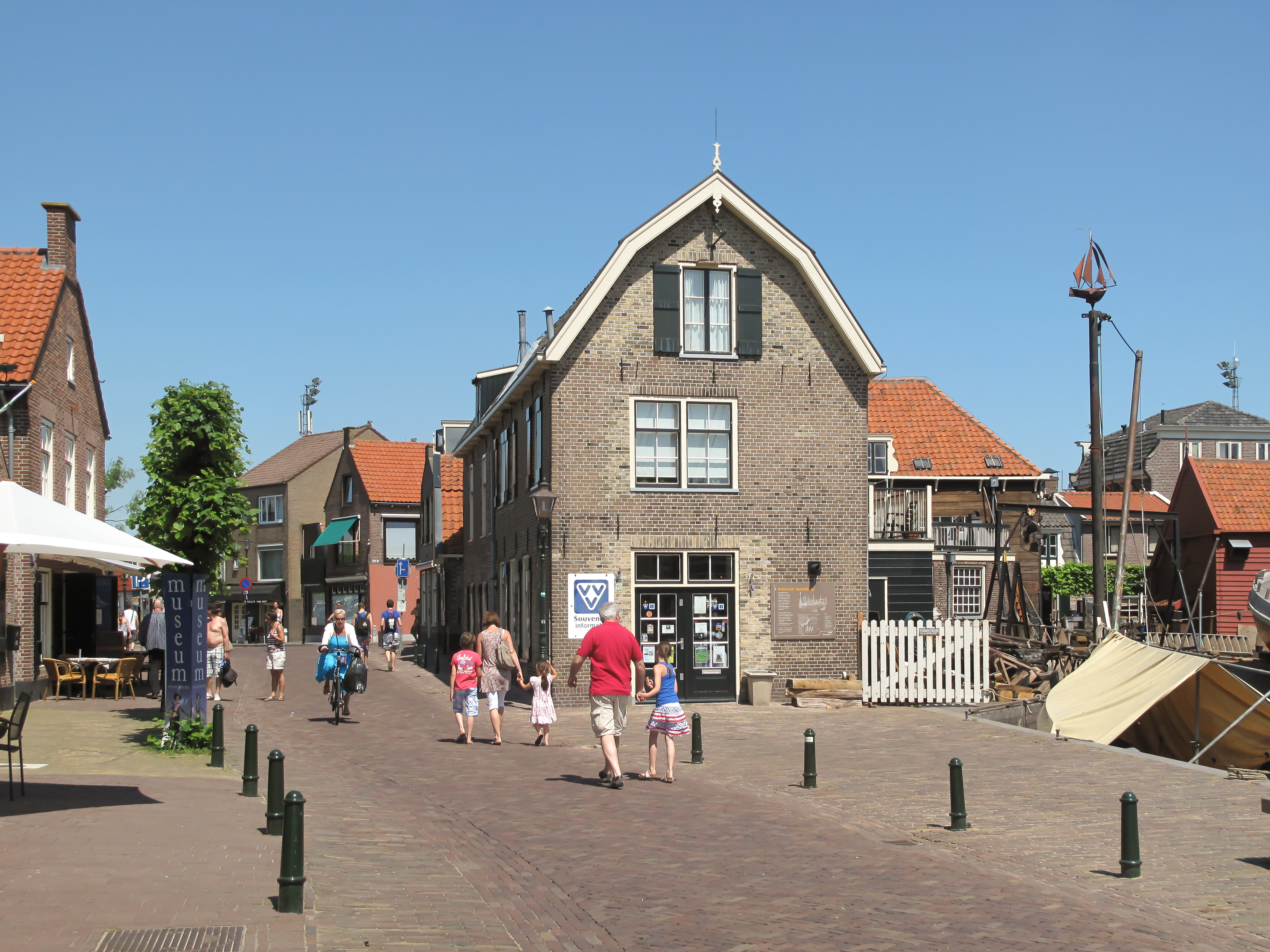
VVV-kantoor van Spakenburg

In Spakenburg zijn archeologische vondsten gedaan uit de periode 1300-1350. Het is niet zeker of er toen al een echt dorp was. 
De naam Spakenburg komt voor het eerst voor in de 15e eeuw.
Eeuwenlang lag het aan de soms woelige Zuiderzee en het heeft vele overstromingen moeten doorstaan. Om die reden bouwde men aanvankelijk de huizen hoog tegen de dijk.
Al vanaf de 15e eeuw is Spakenburg een Zuiderzeehaven. In 1469 werd de Spakenburger gracht afgesloten door een spuisluis en hierbij kwamen woningen. Zo’n 300 jaar later, in 1749, kwam in plaats van de spui een stenen sluis. De sluis had ook een militaire functie, het liet water in voor de inundatie van de Grebbelinie. Ter bescherming van de sluis werd een schans aangelegd ten oosten van de sluis. Tegen het eind van de 17de eeuw was voor de sluis een zeehaven ontstaan. De groei van de vissersvloot en de bevolking nam in gelijke mate toe, in 1812 waren er nog slechts 34 vissersschepen, maar dit was ruimschoots vervijfvoudigd tachtig jaar later. In 1886 werd ten oosten van de bestaande haven een tweede haven aangelegd (de Nieuwe Haven).
De vissers maakten gebruik van botter, een vissersschip met een platte bodem, voor de vangst van haring, ansjovis, bot, paling, spiering en garnalen. De vangsten werden in de haven verkocht en in 1918 werd de gemeentelijke visveiling opgericht. In 1923 werd het houten gebouw vervangen door nieuwbouw. De visafslag functioneerde van 1923 tot 1985 en is sinds 2001 een rijksmonument. 
In januari 1916 was er een grote dijkdoorbraak als een gevolg van een stormvloed. Het water bereikte een hoogte van 3,25 meter boven NAP. Een groot deel van Eemland kwam onder water te staan. Verder werd veel schade aangericht door botters die uit de havens dreven en tegen de huizen botsten. De overstromingen waren mede aanleiding voor de Zuiderzeewerken.
Na de afsluiting van de Zuiderzee in 1932 en de inpoldering na de Tweede Wereldoorlog ging het met de vissersvloot bergafwaarts. Tegenwoordig zijn er nog dertig botters, die in de Oude Haven liggen. Vergeleken met vroeger is dit weinig, toch is dit ongeveer de helft van de huidige Nederlandse bottervloot. In de jaren 20 van de twintigste eeuw bestond de vloot uit ongeveer tweehonderd schepen, een groot deel daarvan is tot de jaren 70 terecht gekomen in een wrakkenkerkhof voor de kust van Spakenburg. De botters worden alleen nog gebruikt voor de pleziervaart, want de oude vissersschepen werden ook door de vissers vervangen door moderne kotters. Van de visserij is weinig overgebleven; zomer 2008 is de laatste beroepsvisser van Spakenburg gestopt. Het dorp leeft nog steeds grotendeels van de vishandel of brood en koek.
In 1949 is de spuikolk en het deel van de oude vissershaven, dat achter de sluis lag, gedempt. In 2011 is de spuisluis gerestaureerd. In 2016 is de haven nogmaals aangepast, dit in verband met de hoge waterstanden, maar door het gebruik van een afzinkbare kering, is de traditionele aanzicht van de sluis behouden.
Eind jaren tachtig heeft scheepswerf Nieuwboer voor het laatst een botter gebouwd, voor de Gemeente Bunschoten (waaronder Spakenburg valt). Op verzoek is het nog mogelijk om een nieuwe botter te laten bouwen. In 1986 is deze scheepswerf gekocht door de gemeente Bunschoten. De werf is in de jaren negentig van de twintigste eeuw gerenoveerd en doet sinds die tijd dienst als restauratiewerf voor bestaande botters en andere historische schepen. De werf en omgeving zijn nagebootst in het Holland Village-park in Japan. Door de komst van de bruggen over de randmeren verloor de botterwerf haar klandizie. Ter compensatie is een derde jachthaven aangelegd: Jachthaven Nieuwboer.
Voor de komst van de Afsluitdijk lag Spakenburg aan de woeste Zuiderzee en vormden overstromingen een bedreiging voor de vissersbevolking. De laatste watersnoodramp was in januari 1916. Tijdens deze ramp werd op de zolder van de familie Vedder een meisje geboren, Wilhelmina Aartje. Een paar dagen later bezocht koningin Wilhelmina Spakenburg. Daarbij nam zij Wilhelmina Aartje aan als petekind. Sindsdien bezocht zij Spakenburg regelmatig, samen met dochter Juliana. Aan de kop van de Nieuwe Haven staat ter herdenking van de stormvloed van 1916 een standbeeld van de koningin. Wilhelmina Aartje Vedder stierf in 2006 op 90-jarige leeftijd.

## Kerkelijke gemeenschap
Het kerkbezoek in Bunschoten-Spakenburg is hoog. Bunschoten staat wat het gemiddelde kerkbezoek betreft met 71% in de periode 1997 t/m 2009, na Urk, op de tweede plaats in Nederland. Het landelijk percentage bedraagt 24,33% .De meeste kerken zijn gereformeerd. De VVD en de ChristenUnie zijn de grootste partijen in de gemeente.
Het christelijk geloof is wel van invloed: zondag is de rustdag en de winkels zijn die dag gesloten. Homoseksualiteit is relatief een taboe. Vier zogenaamde 'weigerambtenaren' weigerden in 2008 om homoseksuelen te huwen. Het eerste homohuwelijk in Bunschoten werd in 2007 voltrokken. De vaccinatiegraad is, in tegenstelling tot wat weleens gedacht wordt, hoog.
Landelijk (90,2%), Bunschoten/Spakenburg (92,1%). (Peiling 2019).

## Cultuur

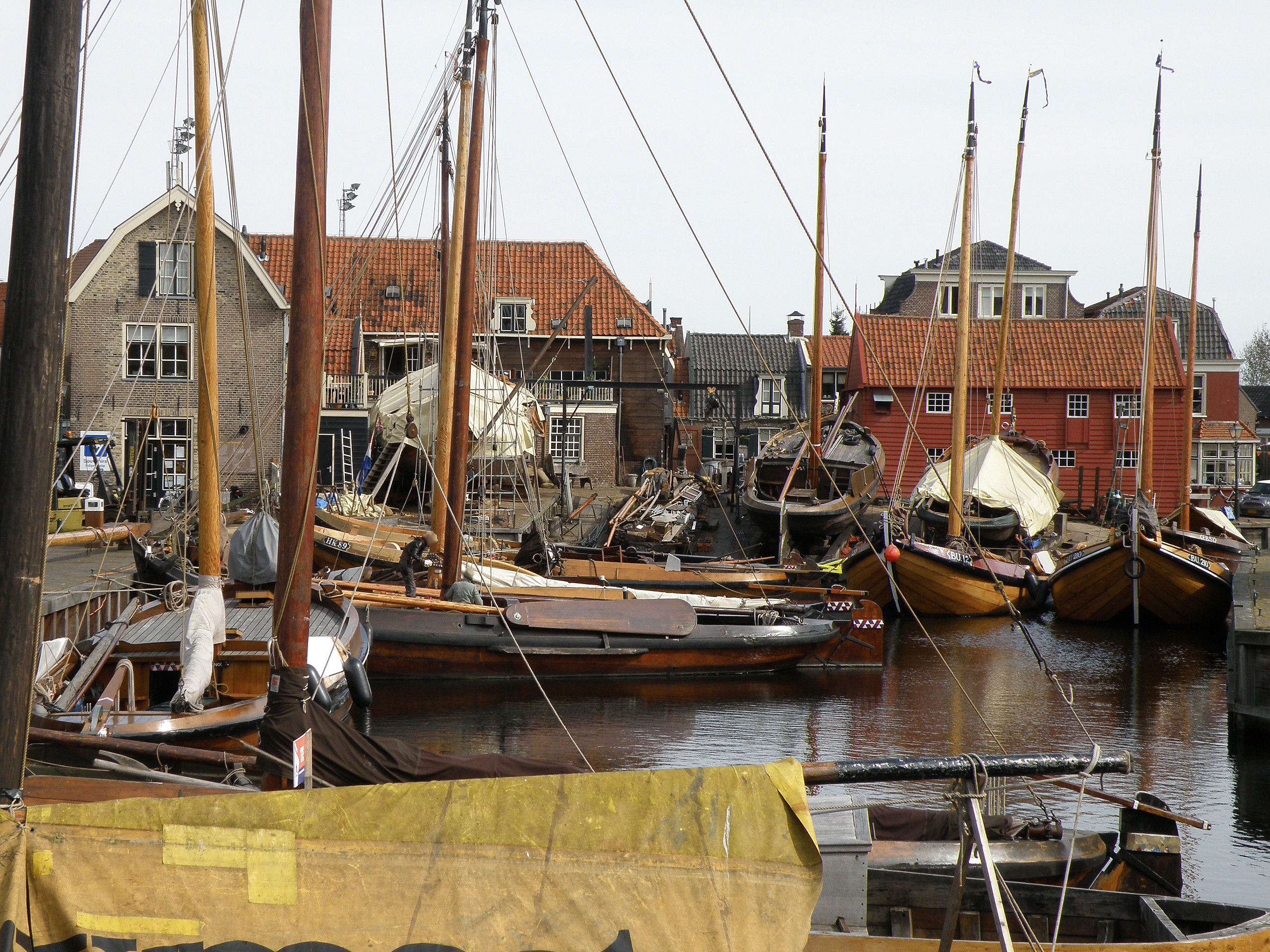
De Oude Haven van Spakenburg, met zicht op de Botterwerf.

Als vissersplaats aan de voormalige Zuiderzee had Spakenburg vroeger een eigen karakter in vergelijking met de omliggende, meer agrarische plaatsen. In de eerste helft van de twintigste eeuw kwam het dorp – al dan niet terecht – bekend te staan als een plek waar de traditionele volkscultuur nog aanwezig was, wat tot aandacht van volkskundigen en toeristen leidde.
Door de inpoldering van de vroegere Zuiderzee, de uitbreiding van de plaats en de komst van nieuwe werkgelegenheid is het karakter van de plaats in de loop van de twintigste eeuw veranderd. Het besloten karakter van het dorp is goeddeels verdwenen. Ook het aantal vrouwen in de traditionele klederdracht loopt sterk terug. De verschillen met de rest van Nederland worden kleiner. Wel worden deze symbolen van het oude dorp Spakenburg als trekpleister gebruikt ten behoeve van het toerisme.
De herinnering aan het visserijverleden is nog te zien in monumentale gebouwen als de voormalige visafslag, de werf Nieuwboer en de visrokerij met geschakelde vishangen. 
Om het immateriële Spakenburgse erfgoed door te geven aan jongere generaties organiseert onder meer de historische vereniging Bunscote cursussen in oude ambachten zoals:
- klederdracht maken
- aankleden klederdracht
- netten breien en boeten
- touwen en netten tanen
- visroken
- modelbotterbouw

Terwijl de klederdracht minder te zien is, komen de gebruikte patronen weer terug in gebruiksvoorwerpen als tassen en dienbladen. Wekelijks worden er beiaardconcerten gegeven op het carillon van de in 1985 gebouwde vrijstaande beiaardtoren.

#### Bijnamen
Door de geslotenheid van de oorspronkelijke dorpsgemeenschap treft men te Spakenburg veel gelijke familienamen aan. Dat leidde ertoe dat men in het plaatselijke spraakgebruik bijnamen ging invoeren om families beter van elkaar te kunnen onderscheiden. Enkele veel voorkomende, 'typisch Spakenburgse' familienamen zijn bijvoorbeeld: de Graaf, Heek, Heinen, Hopman, Koelewijn, Muys, Poort, Ruizendaal, van de Groep, Beukers, Duijst, Schaap, Van Twillert, Vedder, Van de Vuurst, Vermeer, en Zwaan. Door de ontsluiting van het vissersdorp vanaf het begin van de 20e eeuw is dit verschijnsel geleidelijk achterhaald.

### Klederdracht

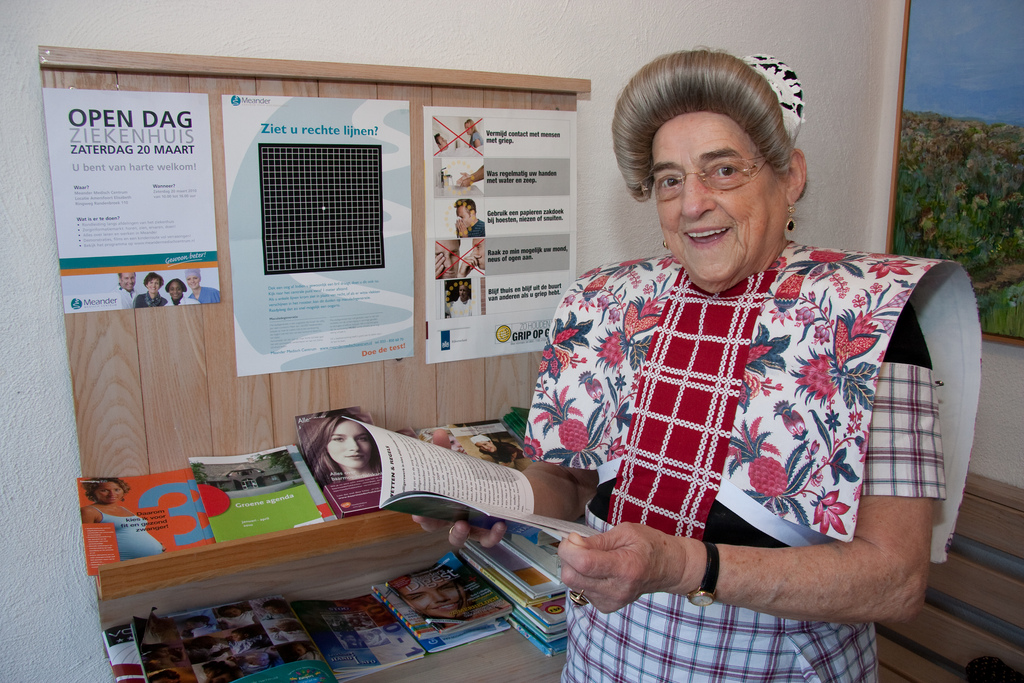
Spakenburgse klederdracht

Spakenburg is ook bekend vanwege de klederdracht, die anno 2021 nog door ongeveer 85 vrouwen gedragen wordt. Het zijn nu nog voornamelijk de oudere vrouwen die zich dagelijks in de traditionele kleding steken. De jongste vrouw in klederdracht is geboren in 1950. De dracht is karakteristiek door de zogenaamde kraplap. Dat is een brede gesteven doek over de schouders. Vaak heeft deze een kleurig bloemmotief. In de rouw zijn deze zwart, paars of donkerblauw van kleur. Na de Tweede Wereldoorlog liep vrijwel iedereen nog in klederdracht (mannen, vrouwen en kinderen). Tussen 1955 en 1965 is een groot deel van de bevolking overgestapt naar 'burgerkleding', wat veel gemakkelijker was. Ook de bevolkingsgroei is waarschijnlijk van invloed geweest. De mannen- en kinderdracht verdwenen in de jaren 60. Het laatste meisje dat nog als kind klederdracht gedragen heeft is in 1965 geboren. De vrouwendracht is voorlopig nog niet verdwenen. Maar er komen geen vrouwen meer bij. Door ziekte en sterfgevallen neemt het aantal drachtdraagsters elk jaar af met zeker 30 vrouwen. Onderzoek wijst uit dat de klederdracht over 10 jaar geheel uit het dorpsbeeld zal zijn verdwenen.
De teruggang van de klederdracht van Spakenburg:
- 1971: 1364 vrouwen in dracht
- 1985: 985 vrouwen
- 2000: 513 vrouwen
- 2010: 270 vrouwen
- 2015: 175 vrouwen
- 2021:  85 vrouwen[10]
- 2025:  38 vrouwen

Met de Spakenburgse dagen (de laatste twee woensdagen in juli en eerste twee woensdagen van augustus) wordt extra aandacht besteed aan de Spakenburgse klederdracht. In het Klederdracht- en Visserijmuseum wordt aandacht geschonken aan de Spakenburgse klederdracht. Verder is er nog Museum Spakenburg dat is gevestigd aan de Oude Schans 47-63. Overige musea : cafémuseum "In den korporaal" en bottermuseum "De visafslag".

### Monumenten
Een deel van Spakenburg is een beschermd dorpsgezicht. Verder zijn er in het dorp enkele rijksmonumenten en een aantal gemeentelijke monumenten.

### Sport

#### Voetbal
In Spakenburg spelen de amateurclubs SV Spakenburg en IJsselmeervogels, lokaal bekend als de 'Blauwen' en de 'Rooien'. De dorpsderby was aanleiding voor onder meer een documentaire, een docusoap en een boek. De derde voetbalclub is  VV Eemdijk. IJsselmeervogels behaalde de halve finale van de KNVB Beker in 1975 door het grote AZ'67 te verslaan. SV Spakenburg behaalde op 28 februari 2023 eveneens de halve finale door FC Utrecht in de Galgenwaard met 1-4 te verslaan.

#### Watersport
Spakenburg ligt aan het Eemmeer, een van de randmeren onder Flevoland. Het dorpje heeft verschillende havens. De Oude Haven (rond 1200), het woord zegt het al, is de oudste. Hier ligt ook de oude botterhelling waar nog steeds varende monumentale boten worden gerestaureerd. De Oude Haven wordt daarom ook wel als museumhaven aangeduid. De tweede haven is de Nieuwe Haven (opening 27 oktober 1886). Deze wordt beheerd door Watersportvereniging de Eendracht (1966) die de naam draagt van de oude visserijvereniging (tot 1964) uit het dorp. De derde haven, Jachthaven Nieuwboer, (jaren 70) ligt buiten het dorp en is in het beheer van een commerciële organisatie. Bij WSV de Eendracht wordt ook jeugdzeilen gegeven.
Vele watersportactiviteiten worden georganiseerd in deze voormalige Zuiderzeeplaats. De DARP-competitie is een unieke, er wordt namelijk alleen meegevaren door oud-Hollandse rond- en platbodemschepen.

### Jaarlijkse evenementen
- Oranje Rugby Festijn (in Spakenburg en omstreken meestal "'t Rugbyfeest" genoemd)
- Eemmeerloop
- Solexrees
- DARP-competitie
- Zuidwal wedstrijden
- Nacht van Spakenburg
- Bunschoter Boeren en Beestenboel
- Wandel Avond vierdaagse
- Kermis
- Spakenburgse dagen
- Palingrookwedstrijd
- Visserijwandeltocht
- Visserijdag
- Sint Nicolaasloop
- Wintermarkt

### Dialect
In de gemeente Bunschoten wordt nog door veel inwoners dialect gesproken. Naar verwachting zal dit dialect op den duur verdwijnen. Want de gesloten dialectgemeenschap van vroeger is een open gemeenschap geworden, die dagelijks op vele manieren geconfronteerd wordt met de Nederlandse taal.
Enkele woorden in het Spakenburgs:
- Afferpinnetjie, bagagedrager van fiets
- Asvarken, stoffer en blik
- Ayus, doeg/dag
- Bok, fietsstandaard
- Diek, dijk
- Krek, precies of nauwkeurig
- Kukelesoantje, lieveheersbeestje
- Kiek, Kijk
- Ootje en Groof, oma en opa
- Pennevoegel, vlinder
- Sjulekrupen, verstoppertje spelen
- Teuteren, zeuren
- Tot, lolly
- Vullus, vuilnis
- Zeikuh, zeuren
- Teter, slaapzand
- Neuken, gooien
- Gaojeng, gading
- Gaoperd, gluurder

## Spakenburgse ziekte
Spakenburg staat ook bekend om de relatief veel gevallen van de stofwisselingsziekte benigne recidiverende intrahepatische cholestase. Het is een genetische ziekte die in Nederland bij iets meer dan 1 op de miljoen individuen wordt geconstateerd, maar waarvan in Spakenburg alleen al zeven patiënten zijn. BRIC wordt daarom in Nederland vaak ook wel "Spakenburgse ziekte" genoemd.

## Drank- en drugsgebruik
Evenals andere vissersplaatsen heeft Spakenburg een drank- en drugsprobleem onder een groot gedeelte van de jeugd. Deze plaatsen, met traditioneel een hoog arbeidsethos, zijn nu welvarend maar hebben een armoedig verleden. Initiatieven als 'Moedige Moeders' proberen het drank- en drugsgebruik terug te dringen.

## Media
Het dorp heeft een zelfstandig nieuwsblad, De Bunschoter welke drie keer per week door uitgeverij De Bunschoter wordt uitgegeven. De uitgeverij is ook actief op sociale media. De Lokale Omroep Spakenburg ging in 2021 op in de streekzender Eemland1 welke uitzenden op radio en tv kabelkrant. Op sociale media is BuSpa actief met een lokaal nieuwsplatform.

## Geboren in Spakenburg
- Willem van Twillert (1952), organist en orgelcomponist
- Jaan de Graaf (1955), voetballer
- Henk van Twillert (1959), baritonsaxofonist
- Job Koelewijn (1962), kunstenaar
- Aileen de Graaf (1990), dartster
- Angela Malestein (1993), handbalster
- Evert Hoolwerf (1995), marathonschaatser
- Esmee de Graaf (1997), voetbalster
- Williënne ter Beek (2000), voetbalster
- Daniël Beukers (2004), voetballer
- Geraldo koelewijn (1994), radio-dj
- Amber Koelewijn (2004), Miss World Nederland 2022/2023